# Cercle linguistique de Prague
Le cercle linguistique de Prague ou « école de Prague » (en tchèque Pražský lingvistický kroužek) était sous sa forme originale un groupe de critique littéraire et de linguistique influent du XXe siècle. Ses membres ont développé des méthodes de critique littéraire sémiotique de 1928 à 1952 qui ont eu une influence significative et durable en linguistique et sémiotique.
De nos jours, le cercle linguistique de Prague est une association qui vise à contribuer à la connaissance de la langue et de ses systèmes de signes associés selon des principes structurels–fonctionnels. Il organise des réunions régulières avec des conférences et des débats, publie des publications professionnelles et organise des événements internationaux.

## Orientation des travaux du Cercle
Le cercle de Prague se compose d'émigrés russes comme Roman Jakobson, Nicolaï Troubetzkoy, et Sergueï Kartsevski, tout comme les érudits tchèques René Wellek et Jan Mukařovský. Le créateur du cercle et son premier président est le linguiste tchèque Vilém Mathesius (jusqu'à sa mort en 1945). Roman Jakobson fut vice-président.
L'œuvre du groupe avant la Seconde Guerre mondiale a été publiée dans Travaux du cercle linguistique de Prague qui représente les contributions les plus significatives au congrès mondial des slavisants. C'est dans ces Travaux, écrits en français, qu'apparaît pour la première fois le terme structure, dans son sens linguistique. La première livraison de ce manifeste eut lieu en 1929, date à laquelle le cercle se fait connaître, à l'occasion du premier congrès international des slavistes. Ce sera le premier manifeste du structuralisme.
Le concept de fonction dans le langage est la notion clef des travaux du cercle pragois. C'est, dans la grande diversité des travaux pragois, le seul point commun qui permet une cohésion du cercle. Cependant, il ne faudrait pas, comme c'est très répandu, assimiler le cercle linguistique de Prague à l'invention de la phonologie. D'ailleurs, le terme fonction a, dans les travaux du cercle, deux sens bien différents, qui ont été repris et validés par la suite :
- le langage a une fonction, c’est-à-dire qu’il sert à quelque chose : le schéma de la communication de Jakobson en sera, plus tard, une formalisation célèbre ;
- une langue est composée d’éléments qui ont, ou n’ont pas, une fonction : les phonèmes servent à distinguer des paires minimales, ce qui fonde la phonologie, alors que les phones sont des éléments non discriminants, ce qui fonde la phonétique. Le fonctionnalisme de Martinet reprendra cette distinction.

Le cercle de Prague n’aurait cependant eu aucun mérite à redécouvrir le poncif multimillénaire de l'utilité du langage : ce concept est déjà présent chez Platon, et repris par les grammaires du Moyen Âge ; l’originalité du cercle pragois est d'avoir articulé cette notion de fonction avec l’appréhension de la langue en tant que système.

## Source des travaux
D'après J.-L. Chiss et C. Puech,
« la fonction émerge dans le courant praguois à partir de plusieurs sources : la psychologie gestaltiste inspirerait en partie les Principes de phonologie historique (1931) de Jakobson, qui retient que la forme linguistique est une fonction de plusieurs variables, donnant ainsi sans doute l’un de ses sens à la notion de structure. Husserl — dont certains membres du cercle ont été les élèves — est souvent cité avec la phénoménologie, sans qu’il soit possible de mesurer une influence directe. »

## Postérité: du structuralisme au fonctionnalisme
Après la Seconde Guerre mondiale, le cercle a disparu mais l’École de Prague subsiste comme une composante majeure du fonctionnalisme linguistique. L’universitaire américain Dell Hymes a introduit le fonctionnalisme praguois dans l'anthropologie linguistique américaine dans son article de 1962 intitulé « The Ethnography of Speaking ».
Les Travaux ont été brièvement repris dans les années 1960 pour aborder le concept post-colonial de « centre et périphérie » et sont de nouveau publiés par John Benjamins. Les travaux du groupe tchèque actuel sont publiés dans Slovo a slovesnost.
Des traductions anglaises des plus importants travaux du Cercle ont été publiées par le linguiste tchèque Josef Vachek dans différentes collections.